# Stade du 7 Mars
Stade du 7 Mars (arabski:ملعب 7 مارس, fr. Stade du 7 Mars) – wielofunkcyjny stadion w Bin Kirdanie, w Tunezji. Najczęściej pełni rolę stadionu piłkarskiego, a swoje mecze rozgrywa na nim US Ben Guerdane. Stadion pomieści 6500 widzów i został zbudowany w 2000 roku.